# Carta de doação
A Carta de Doação era um documento pelo qual o rei fazia ao donatário a concessão da terra e dos seus direitos sobre ela. O documento proibia o comércio das terras, aceitando a transferência territorial apenas por hereditariedade.